# La Haye-Bellefond
La Haye-Bellefond è un comune francese di 75 abitanti situato nel dipartimento della Manica nella regione della Normandia.

## Società

### Evoluzione demografica
Abitanti censiti